# 13653 Пріск
13653 Пріск (13653 Priscus) — астероїд головного поясу, відкритий 9 лютого 1997 року.
Тіссеранів параметр щодо Юпітера — 3,653.